# Alsóvárosi védőfal
Az alsóvárosi védőfal a hajdani Víziváros északi oldalán húzódott középkori városfal. Állítólag Zsigmond király idejében épült. A török időkben az egész Vízivárost falakkal vették körül, mivel az egész városrész a budai vár külső védelmi vonalát alkotta. Ezekhez a falakhoz kapcsolódott az alsóvárosi védőfal is. Nyomvonala – ami részben a Duna vizében állt – a Kakaskapu bástyától a mai Bem József utca-Margit körút-Moszkva téren át vezetett a Várfok utcáig, majd délre fordult, és az Esztergomi rondellához (török nevén Toprek kuleszi, azaz Földbástyához) csatlakozott.
A fal maradványait Lux Kálmán tárta fel 1934-ben, de a II. világháborúban annyira megsérült, hogy az 1950-es években java részét elbontották. A megmaradt részét lépcsőzetesen kiépítették és kúpos cseréppel fedték be. A Bakfart Bálint utca 2. számú ház Margit körúti oldalán a hajdani vonalát feltüntető emléktábla látható.